# 라숀 메릿
라숀 메릿(LaShawn Merritt, 1986년 6월 27일 ~ )은 미국의 육상 선수로 주 종목은 400m이다.

## 생애
라숀 메릿은 버지니아주의 포츠머스에서 태어났으며, 그 곳에서 우드로 윌슨 고등학교를 졸업했다. 라숀은 이스트 캐롤라이나 대학교에 진학했지만 1년 후 나이키 사와 계약하면서 대학을 나왔고 NCAA 참가 자격도 상실했다.

## 경력
라숀 메릿은 2004년 세계 주니어 육상 선수권 400m, 400m 계주, 1600m 계주에서 3관왕을 차지하며 주목을 받기 시작했다. 3년 뒤인 2007년 세계육상선수권대회에 출전해 1600m 계주에서 금메달을 땄으며 400m에선 43초 96의 개인 최고 기록으로 제러미 워리너에 이어 2위를 차지했다.
2008년 베이징 올림픽 400m에선 같은 나라의 라이벌인 제러미 워리너와의 접전이 예상됐지만 개인 최고 기록인 43.75초로 44.74초를 기록한 2위 제러미 워리너를 1초가량 앞서면서 여유있게 우승하였다. 1600m 계주에서도 동료 선수들과 함께 금메달을 따냈다.
2009년 8월에 열린 2009년 세계육상선수권대회 400m에서 라이벌 제러미 워리너를 꺾고 금메달을 땄으며, 1600m 계주에서도 2분 57초 86의 기록으로 여유있게 금메달을 차지했다.
2012년 런던 올림픽에서는 햄스트링으로 인하여 예선에서 경기를 그만두고 말았다. 2013년 세계 육상 선수권 대회에 복귀한 그는 400m와 1600m 계주에서 우승을 거두었다.
2016년 리우데자네이루 올림픽에 돌아온 메릿은 400m 결승전 진출에 성공하였으나 남아프리카공화국의 웨이드 판 니케르크와 전직 올림픽 챔피언 그레나다의 키라니 제임스에 밀려 43.85초로 3위에 동메달을 땄다. 1600m 계주에서 최종 주자로 달리면서 8년 만에 그 종목의 금메달을 획득하였다.

## 성적

### 주요 대회 성적
| 날짜            | 종목       | 대회                           | 장소           | 순위 | 기록    | 기타             |
| --------------- | ---------- | ------------------------------ | -------------- | ---- | ------- | ---------------- |
| 2004년 7월 15일 | 400m       | 2004년 세계 주니어 육상 선수권 | 그로쎄토       | 1위  | 45.25   |                  |
| 2004년          | 1600m 계주 | 2004년 세계 주니어 육상 선수권 | 그로쎄토       | 1위  | 38.66   | 세계 주니어 기록 |
| 2004년          | 1600m 계주 | 2004년 세계 주니어 육상 선수권 | 그로쎄토       | 1위  | 3:01.09 | 세계 주니어 기록 |
| 2006년          | 1600m 계주 | 2006년 세계 실내 육상 선수권   | 모스크바       | 1위  | 3:03.24 |                  |
| 2006년 9월 9일  | 400m       | 2006년 세계 육상 파이널        | 슈투트가르트   | 3위  | 44.14   |                  |
| 2007년 8월 31일 | 400m       | 2007년 세계육상선수권대회      | 오사카         | 2위  | 43.96   | 개인 최고 기록   |
| 2007년          | 1600m 계주 | 2007년 세계육상선수권대회      | 오사카         | 1위  | 2:55.56 |                  |
| 2007년 9월 22일 | 400m       | 2007년 세계 육상 파이널        | 슈투트가르트   | 1위  | 44.58   |                  |
| 2008년 8월 21일 | 400m       | 2008년 하계 올림픽             | 베이징         | 1위  | 43.75   | 개인 최고 기록   |
| 2008년 8월 23일 | 1600m 계주 | 2008년 하계 올림픽             | 베이징         | 1위  | 2:55.39 | 올림픽 기록      |
| 2008년 9월 13일 | 400m       | 2008년 세계 육상 파이널        | 슈투트가르트   | 1위  | 44.50   |                  |
| 2009년 8월 21일 | 400m       | 2009년 세계육상선수권대회      | 베를린         | 1위  | 44.06   |                  |
| 2009년 8월 23일 | 1600m 계주 | 2009년 세계육상선수권대회      | 베를린         | 1위  | 2:57.86 |                  |
| 2009년 9월 12일 | 400m       | 2009년 세계 육상 파이널        | 테살로니키     | 1위  | 44.93   |                  |
| 2011년          | 400m       | 2011년 세계육상선수권대회      | 대구           | 2위  | 44.63   |                  |
| 2011년          | 1600m 계주 | 2011년 세계육상선수권대회      | 대구           | 1위  |         |                  |
| 2013년          | 400m       | 2013년 세계 육상 선수권 대회   | 모스크바       | 1위  | 43.74   |                  |
| 2013년          | 1600m 계주 | 2013년 세계 육상 선수권 대회   | 모스크바       | 1위  | 2:59.71 |                  |
| 2015년          | 400m       | 2015년 세계 육상 선수권 대회   | 베이징         | 2위  | 40.65   |                  |
| 2015년          | 1600m 계주 | 2015년 세계 육상 선수권 대회   | 베이징         | 1위  | 2:57.82 |                  |
| 2016년          | 400m       | 2016년 하계 올림픽             | 리우데자네이루 | 3위  | 43.85   |                  |
| 2016년          | 1600m 계주 | 2016년 하계 올림픽             | 리우데자네이루 | 1위  | 2:57.30 |                  |

### 실외 개인 최고 기록
| 종목 | 날짜       | 장소                 | 기록    |
| ---- | ---------- | -------------------- | ------- |
| 100m | 2007/03/31 | 린치버그, 버지니아주 | 10초 56 |
| 200m | 2007/05/20 | 카슨, 캘리포니아주   | 19초 98 |
| 300m | 2009/06/07 | 유진                 | 31초 30 |
| 400m | 2008/08/21 | 베이징               | 43초 75 |

### 실내 개인 최고 기록
| 종목 | 날짜       | 장소                 | 기록        |
| ---- | ---------- | -------------------- | ----------- |
| 60m  | 2006/02/18 | 린치버그, 버지니아주 | 6초 68      |
| 200m | 2005/02/12 | 페이엇빌             | 20초 40     |
| 300m | 2006/02/10 | 페이엇빌             | 31초 94     |
| 400m | 2005/02/11 | 페이엇빌             | 44초 93     |
| 500m | 2006/02/03 | 뉴욕                 | 1분 03초 38 |